# Khalil Hassani
Khalil Hassani (* 18. Dezember 1989) ist ein tunesischer Fußballschiedsrichterassistent.
Seit 2018 steht Hassani auf der Liste der FIFA-Schiedsrichter und ist an der Spielleitung internationaler Fußballspiele beteiligt, unter anderem in der CAF Champions League. Am 27. September 2024 war er Assistent im Gespann von Mutaz Ibrahim beim Spiel um den CAF Super Cup 2024 zwischen al Ahly SC und Zamalek SC (1:1, 3:4 i. E.).
Hassani wurde bei zwei Afrika-Cups eingesetzt. Beim Afrika-Cup 2022 in Kamerun und beim Afrika-Cup 2024 in der Elfenbeinküste leitete er insgesamt acht Spiele.
Bei der Klub-Weltmeisterschaft 2022 in Marokko war Hassani im Team von Mustapha Ghorbal bei einem Spiel im Einsatz. Zudem war er unter anderem Schiedsrichterassistent beim U-23-Afrika-Cup 2019 in Ägypten, bei der U-17-Weltmeisterschaft 2023 in Indonesien, in der afrikanischen WM-Qualifikation sowie bei diversen Qualifikations- und Freundschaftsspielen.